# Caaguazú (stad)
Caaguazú is een stad en gemeente (in Paraguay un distrito genoemd) in het departement Caaguazú.
Caaguazú telt 124.000 inwoners.

## Geboren
- Juan Carlos Villamayor (1969), Paraguayaans voetballer
- Nelson Valdez (1983), Paraguayaans voetballer
- Julio Enciso (2004), Paraguayaans voetballer